# Peter Kirby
Peter Murray Kirby (Montreal, 17 de diciembre de 1931) es un deportista canadiense que compitió en bobsleigh en la modalidad cuádruple.
Participó en los Juegos Olímpicos de Innsbruck 1964, obteniendo una medalla de oro en la prueba cuádruple. Ganó una medalla de oro en el Campeonato Mundial de Bobsleigh de 1965.

## Palmarés internacional
| Juegos Olímpicos   | Juegos Olímpicos     | Juegos Olímpicos | Juegos Olímpicos |
| Año                | Lugar                | Medalla          | Prueba           |
| ------------------ | -------------------- | ---------------- | ---------------- |
| 1964               | Innsbruck (Austria)  | Medalla de oro   | Cuádruple        |
| Campeonato Mundial |                      |                  |                  |
| Año                | Lugar                | Medalla          | Prueba           |
| 1965               | Sankt Moritz (Suiza) | Medalla de oro   | Cuádruple        |